# 皮斯科區
13°42′00″S 76°12′00″W / 13.7000°S 76.2000°W
皮斯科區（西班牙語：Pisco）是秘魯的一個區，位於該國中南部伊卡大區的皮斯科省，始建於1900年10月19日，面積24.9平方公里，海拔高度27米，2005年人口54,193，人口密度每平方公里2,200人。